# Wersalka
Wersalka – mebel przeznaczony do snu oraz odpoczynku w pozycji leżącej albo siedzącej.
Składa się z podstawy w formie prostokątnej skrzyni, która służy jako pojemnik na pościel oraz dwóch ram tapicerowanych,
połączonych ze skrzynią i między sobą metalowymi łącznikami. Jedna rama po podniesieniu stanowi oparcie
i mebel służy wtedy do siedzenia, a po rozłożeniu obydwu części do spania. Krótsze boki mogą być wyposażone w poręcze. W obecnej formie rozpowszechniona od lat siedemdziesiątych XX wieku.